# Тинду Шъджоухоу
Тинду Шъджоухоу (на китайски: 亭獨尸逐侯; на пинин: Tingdu Shizhouhou) е шанюй на южните хунну, управлявал през 94 – 98 година.

## Живот
Той е син на шанюя Хайтун Шъдихоу, управлявал до 63 година, и личното му име е Шъдзъ. Още при управлението на Иту Юлю и Сиулан Шъджоухоу Шъдзъ се проявява като успешен военачалник в походите срещу северните хунну. През 94 година наследява чичо си Ангуо и управлява като васал на империята Хан.
Веднага след като Шъдзъ става шанюй в страната започва масов бунт, насочен срещу него и китайците, като въстаниците обявяват за шанюй Фънхоу, син на Сиулан Шъджоухоу. С помощта на военни подкрепления от Хан и сиенбей Тинду Шъджоухоу успява да нанесе няколко поражения и да отблъсне остатъците от бунтовниците на север, след което въстанието постепенно затихва.
Тинду Шъджоухоу умира през 98 година и е наследен от братовчед си Уаншъ Шъджухоу.